# Reeves megye
Reeves megye az Amerikai Egyesült Államokban, azon belül Texas államban található. Megyeszékhelye és legnagyobb városa Pecos. Lakosainak száma 14 748 fő (2020. április 1.). Reeves megye Pecos, Jeff Davis, Loving, Ward, Culberson és Eddy megyékkel határos.

## Népesség
A megye népességének változása:
| Lakosok száma | 13 813 | 13 727 | 13 820 | 13 965 | 14 732 | 14 748 |
|               | 2010   | 2011   | 2012   | 2013   | 2015   | 2020   |